# George Hemming Mason
George Hemming Mason, född 18 mars 1818 i Stoke-on-Trent, död 22 oktober 1872 i London, var en engelsk målare.
Mason var först läkare, men begav sig 1845 till Italien för att bli målare. Han slog sig efter återkomsten ned i en by, Wetley Rocks i Staffordshire, och målade sedan motiv och stämningar därifrån med förfinad känsla och delikat poesi: Mjölkflickan, Lördagskväll, Livets maj (motiv med unga flickor som leker med ett föl i hagen), Den lappade hästskon (1803, National Gallery), Skördemånaden (1872, Masons kanske mest betydande verk).